# الحزب الليبرالي لنيويورك
الحزب الليبرالي لنيويورك (بالإنجليزية: Liberal Party of New York)‏ هو حزب سياسي أمريكي، أسس في 1944، وقد تم تأسيسه بواسطة George Counts ‏.

## أعضاء بارزون
- كود سباركل
- تحديث القائمة

- فرانكلين ديلانو روزفلت، الابن
- جيمس فارمر (سياسي)
- David Dubinsky (1944 - )
- Dean Alfange
- بنجامين برينر
- George Counts
- هنري ستيرن
- بين ديفيدسون
- Salvatore T. DeMatteo
- John L. Childs